# بالين

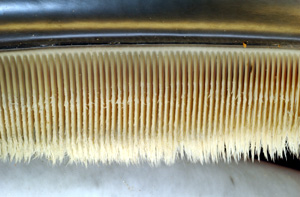
تتصل شعيرات البَلِّين بصفائح بَلِّينية

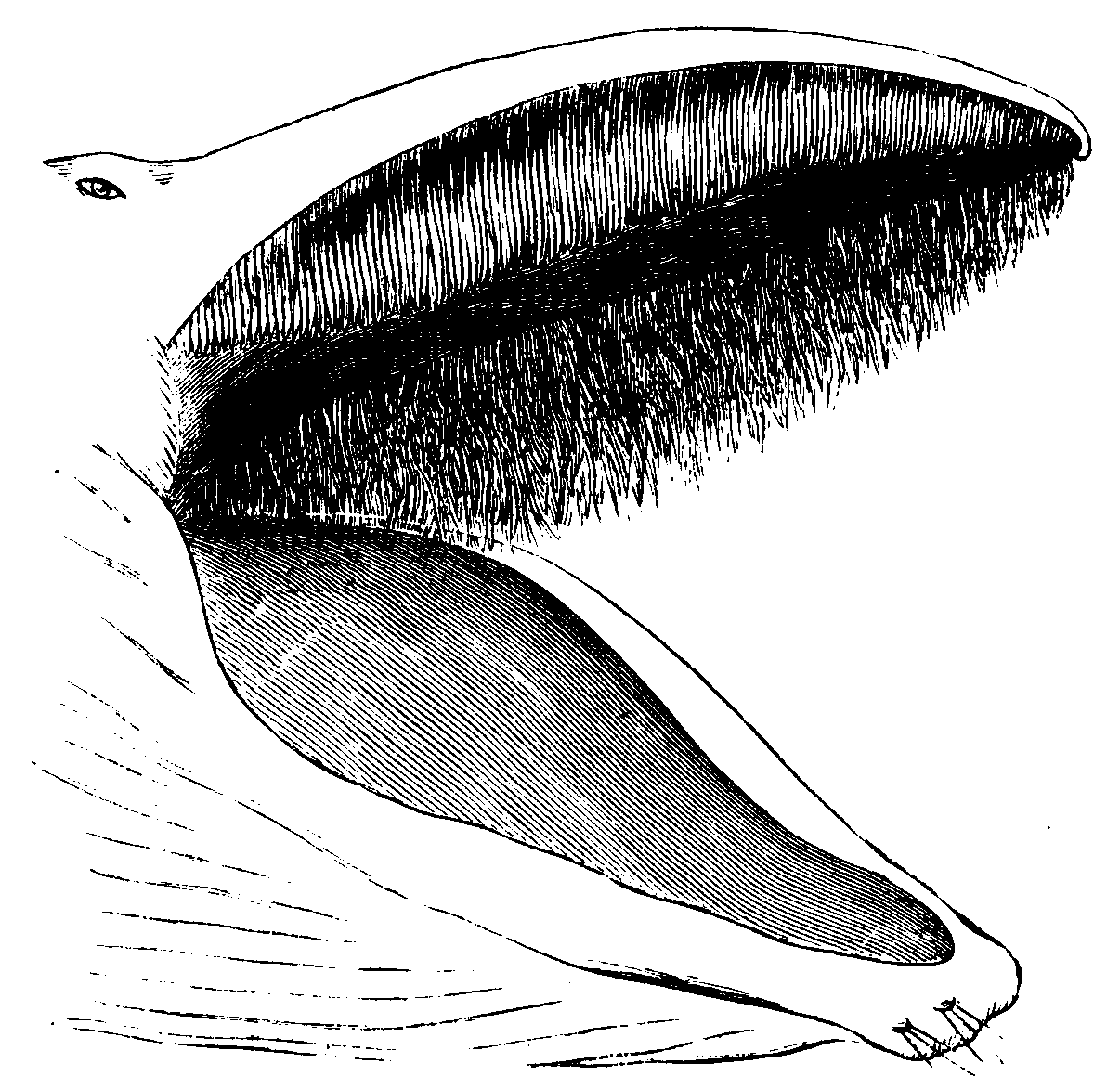
شكل البَلِّين عندما يكون الحوت فاتحاً فمه

البَلِّين أو أمشاط أو (نقحرة: بالين) هو نظام لتصفية الغذاء داخل أفواه الحيتان البلينية، ويعمل هذا النظام عندما يفتح الحوت فمه تحت الماء ويقوم بإدخال الماء فيه، وعندما يدفع الحوت الماء إلى الخارج تبقى بعض الحيوانات مثل الإيفوزيات عالقة داخل فمه مكونة مصدراً غذائياً للحوت.
يشبه البَلِّين الفرشاة في الشكل، وهو يتكون من الكيراتين الذي يوجد أيضاً في أظافر الإنسان وشعره. بعض الحيتان، مثل الحوت مقوس الرأس، يمتلك بَلِّيناً أطول من غيره، وهناك بعض الحيتان، مثل الحوت الرمادي، تستخدم جانباً واحداً فقط من البَلِّين الخاص بها. تترتب شعيرات البَلِّين في صفائح عبر الفك العلوي للحوت، وغالباً ما يسمى البَلِّين عظمة الحوت، إلا أن هذا الاسم يمكن أن يشير إلى العظام الطبيعية للحيتان، والتي عادةً ما يستخدمها البشر لأغراض مختلفة، فهي تستخدم بديلاً أقل ثمناً عن العاج في النحت وصناعة التحف.

## أصل اللفظ
كلمة بَلِّين مستمدة من الكلمة اللاتينية «bālaena» القريبة من الكلمة اليونانية «phalaina»، وكلا الكلمتين تعنيان «الحوت».